# Arthur Birch (Chemiker)
Arthur John Birch (* 3. August 1915 in Sydney; † 8. Dezember 1995) war ein australischer organischer Chemiker.
Birch entwickelte die Birch-Reduktion aromatischer Ringe, die breite Anwendung in der organischen Synthesechemie findet. Die Birch-Reduktion ermöglichte die Modifizierung von Steroiden. Er war der erste, dem es gelang, mit Cholesterol eine einfache A-B-Ringstruktur zu synthetisieren. So konnte Birch 1948 die erste Totalsynthese eines männlichen Sexualhormons (19-Nortestosteron) vorweisen, als erstem synthetisch hergestellten Vertreter einer sehr wichtigen Strukturklasse. Dies ermöglichte später die Entwicklung und Herstellung der Antibabypille sowie anderer auf Steroidgerüsten basierender Pharmazeutika, darunter viele Antibiotika. Birch veröffentlichte über 440 Artikel und Reviews.

## Leben und Wirken
Birch erhielt ein Stipendium für die University of Sydney, an der er 1937 mit dem Bachelor of Science, dann 1938 mit dem Master of Science graduierte. Er ging daraufhin an die Universität Oxford, wo er 1940 promoviert wurde und als Mitarbeiter von Sir Robert Robinson bis 1948 verblieb. Daraufhin wechselte er in den Arbeitskreis von Smithson an der Universität Cambridge, wo er unter anderem mit Lord Alexander Todd zusammenarbeitete.
1952 kehrte er nach Australien zurück, um eine Professur für Organische Chemie an der University of Sydney anzunehmen; 1954 wurde er in die Australian Academy of Science aufgenommen. 1955 wechselte er jedoch an die Universität Manchester, wo er 1958 Mitglied der Royal Society wurde.
1967 nahm er die Gelegenheit wahr, die „Research School of Chemistry“ an der Australian National University in Canberra als Dekan aufzubauen. Diese Rolle erfüllte er bis 1980. Außerdem war er Gründungsmitglied des „Australian Science und Technology Council“.

## Funktionen und Ehrungen
- 1963 Ernest Guenther Award
- 1977–1978 Präsident des Royal Australian Chemical Institute
- 1977 Vorsitzender der Commonwealth Scientific and Industrial Research Organisation (CSIRO)
- 1981 Robert Robinson Award
- 1982–1986 Präsident der Australian Academy of Science
- 1987 Mitglied der Order of Australia (AC) für seine Verdienste zur australischen Naturwissenschaft
- 1987 Tetrahedron-Preis
- 1994 Ehrenmitglied des Royal Australian Chemical Institute.

Nach seinem Tod benannte man ein Gebäude der Research School of Chemistry nach ihm.